# Kofun Daisenryō
Le kofun Daisenryō (en japonais 大仙陵古墳, Daisenryō kofun) est un kofun (tumulus) situé dans la ville de Sakai, au Japon. Considéré comme la plus grande tombe au monde, il fait partie de l’ensemble de tumulus appelé kofungun de Mozu.

## Histoire
Le kofun Daisenryō aurait été construit sur une période de vingt ans au milieu du Ve siècle, pendant la période Kofun. L'Agence impériale du Japon considère qu'il s'agit de la tombe de l'empereur Nintoku, mais cela ne peut être prouvé,.

## Description
Le tumulus de Daisenryō mesure environ 500 m  sur 300 m, alors que l’entièreté de la structure fait 840 m de long. Entouré de trois douves, le tumulus s’élève d'environ 35 m par rapport au sol environnant. Sa superficie fait 100 000 m², celle de l'ensemble du complexe funéraire 460 000 m².
L’accès à la tombe est interdit par l’Agence impériale. Les douves accueillent une riche faune et flore. Le tumulus est actuellement recouvert de végétation. Le Musée Municipal de Sakai est en partie dédié au kofun et à son histoire.

## Fouilles archéologiques
Une étude de la tombe a été menée en 1872. Un homme y récupéra alors un couteau en acier plaqué or et des fragments d'armure du Ve siècle. Le couteau mesure 10, 5 cm ; il est conservé dans un fourreau de bois décoré de cuivre plaqué or. Les fragments d'armure sont en acier recouvert de plaques de bronze doré. Les objets sont enveloppés d'une feuille de papier portant le sceau de Kaichiro Kashiwagi, auteur des illustrations du rapport de fouilles de 1872. Toutefois, ils ne sont pas reconnaissables dans ces dessins. Ils ont été achetés par l’université Kokugakuin en 2025 lorsqu’elle a acquis auprès d'un antiquaire la collection de Kaichirô Kashiwagi.
L'Agence impériale a autorisé pour la première fois la réalisation de fouilles archéologiques en octobre 2018 : neuf tranchées de 7,5 - 10,5 m sur 2 m ont été creusées sur des berges de la douve intérieure. Des restes de “haniwa” ont été mis au jour.